# Valentin von Rätien

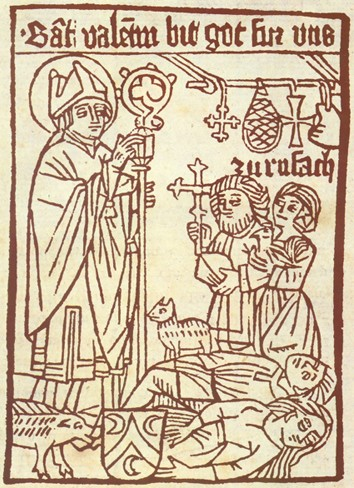
Valentin (links) in einem Wallfahrtsbild (um 1480)

Der heilige Valentin von Rätien (* vor 435; † um 475 in Mais, nahe dem heutigen Meran) war einer der ersten Bischöfe von Passau.

## Leben
Valentin lebte zur Zeit der Völkerwanderung im 5. Jahrhundert. Von niederländischer Herkunft, kam er um 435 nach Passau. Durch Papst Leo den Großen wurde er zum Bischof geweiht und als Bischof von Rätien eingesetzt, einem Gebiet zwischen St. Gotthard, Chur, Brixen, Regensburg und Passau. Er bemühte sich um die Mission der dortigen Bevölkerung, die zwar schon christlich war, jedoch durch die Umstände der Zeit sich wieder mit dem Heidentum vermischt hatte oder der arianischen Lehre anhing. Mit seinen Bemühungen hatte er jedoch keinen Erfolg. Er wurde schließlich aus Passau verjagt, führte daraufhin ein Leben als Wandermissionar und starb um 475 als Einsiedler auf dem Zenoberg in der Burg Mais. Hier wurde er zuerst bestattet, bevor er nach Trient und später nach Passau verbracht wurde.

## Verehrung
Valentin gilt als Helfer gegen Epilepsie, Krämpfe, Gicht und Viehseuchen. Das Patronat gegen Epilepsie teilt er sich mit Valentin von Terni. Dargestellt wird er als Bischof mit einem zu seinen Füßen liegenden kranken Kind (Patronat gegen Epilepsie). Die ehemalige selbstständige Gemeinde Tenna führte ihn bis zur Gemeindefusion im Wappen.
Im Auktionssaal des alten Merkantilgebäudes von Bozen befindet sich seit 2003 das vom Akademiemaler Eugen Blaas 1863 ursprünglich für die St. Valentinskirche in Obermais bei Meran gemalte große Ölbild Der heilige Valentin predigt den Rätern. Das im Auftrag der Gräfin Esterházy von Weißenwolf geschaffene überdimensionale Werk (8,24 : 3,60 m) stellt in historistischer Weise den Heiligen bei der Bekehrung der rätischen Urbevölkerung Tirols dar.
Im Bistum Passau wird Valentin als einer der Bistumspatrone verehrt. Sein Reliquienschrein ist auf dem ersten Altar im rechten Seitenschiff des Doms ausgestellt.

## Gedenktag
- Katholisch: 7. Januar (nicht gebotener Gedenktag im Regionalkalender für das deutsche Sprachgebiet)
- 1. Juli (Hochfest in der Diözese Passau): Um das Hochfest des Bistumspatrons besser von der Weihnachtszeit abzugrenzen, wurde es ab 2018 für das Bistum Passau auf den 1. Juli verlegt.[2]